# Europäische Schule Bergen
Die Europäische Schule Bergen (auch Europese School Bergen, ESB oder Schola Europaea Bergensis) ist eine der 13 Europäischen Schulen. Sie befindet sich in den Niederlanden in der nordholländischen Stadt Bergen.

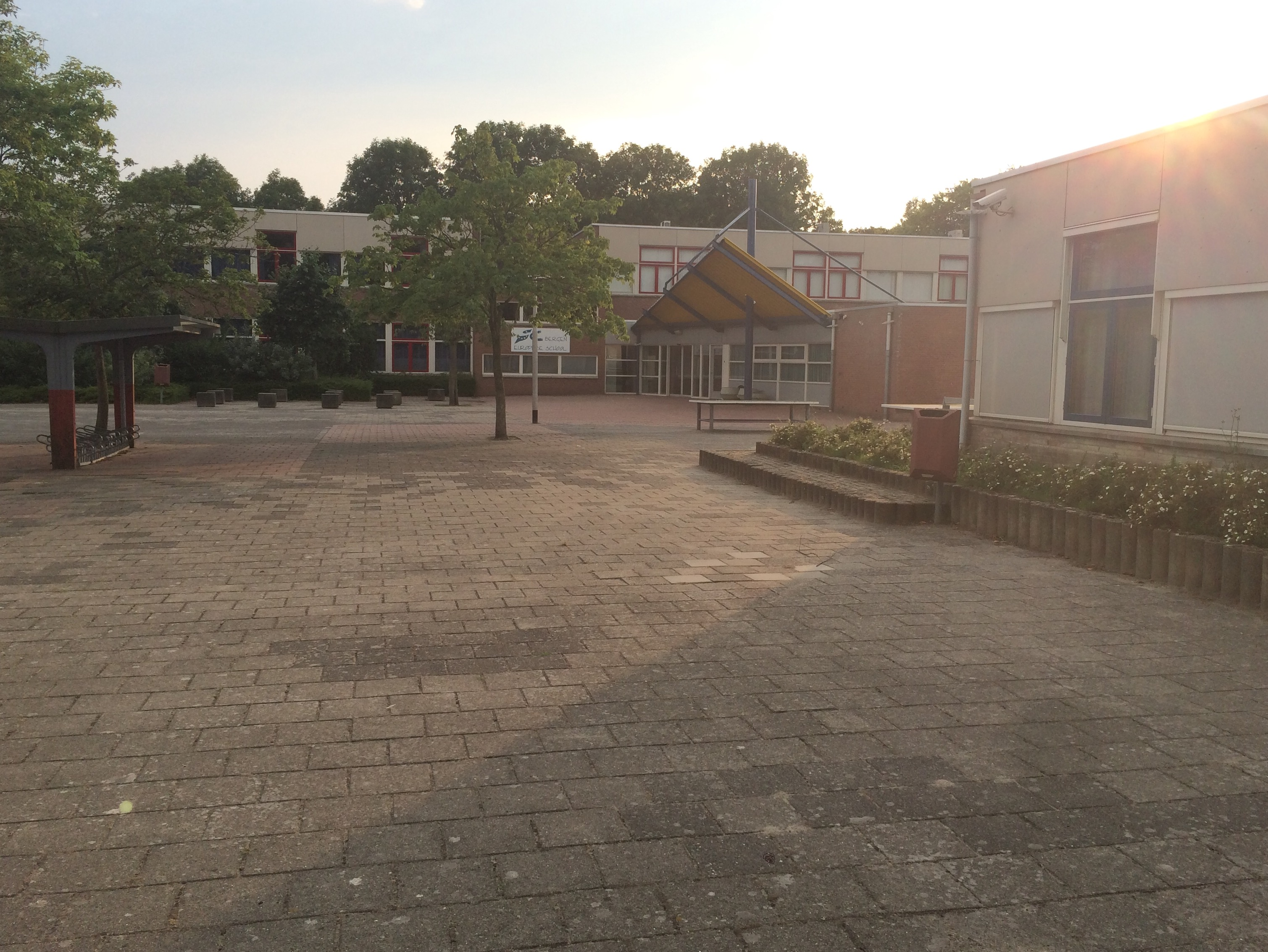
Europäische Schule Bergen

## Geschichte

### Entstehung
Wie alle Europäischen Schulen, wurde auch die Europäische Schule Bergen in der Nähe einer Europäischen Institution oder Forschungseinrichtung gegründet. Im wenige Kilometer entfernten Petten befindet sich eine der gemeinsamen Forschungsstellen der Europäischen Kommission, das Institut für Energie.
Um eine geeignete Schulausbildung für die Kinder der dort angestellten Forscher zu gewährleisten, wurde 1963 die Europäische Schule in Bergen gegründet. Die Schule war zunächst für Kinder der Forscher und der dort angestellten Lehrkräfte eingerichtet worden. Das Angebot wurde aber bald erweitert. In der Umgebung ansässige internationale Firmen haben Verträge mit der Schule abgeschlossen, so dass die Kinder ihrer Mitarbeiter die Schule besuchen konnten.
Außerdem wurde die Schule für Privatpersonen geöffnet, diese zahlen jedoch, im Gegensatz zu den anderen Schülern, ein Schulgeld. Dessen Höhe hängt dabei von der Zahl der Kinder, die die Schule besuchen, sowie deren Alter ab.

### Neuere Entwicklungen

#### Sicherheit
In den frühen 2000ern wurde die Schule vollständig mit einem Zaun umgeben. Der Zaun selbst wurde von einem örtlichen Künstler gestaltet und weist neben funktionellen, auch dekorative Elemente auf.
Seit dem 11. September wurden auf Erlass der zuständigen Behörden an allen Europäischen Schulen erhöhte Sicherheitsmaßnahmen eingeführt. Diese beinhalten die Personenkontrolle aller Personen, die das Gelände betreten.
Dies führte dazu, dass Nicht-Angehörige der Schule das Gelände nicht mehr ohne vorherige Anmeldung betreten dürfen. Dies gilt auch für Absolventen der Schule selbst, sowie ehemaliges Personal.
Besucher der Schule müssen zu jedem Zeitpunkt, sichtbar, einen Besucherausweis am Körper tragen und auf Verlangen vorzeigen. Diesen erhalten sie nach Anmeldung durch die Schulleitung von der Security am Eingang.

#### Fortbestand
Nachdem sich der Schülerbestand in den frühen Jahren des letzten Jahrzehnts deutlich verringert hat, was zu einer Schließung von zwei Sprachsektionen (It/DE)  geführt hat, sind die Anzahlen heute auf geringerem Niveau (~ 600) konstant. Dies führt dazu, dass der Fortbestand der Schule heute als gesichert angesehen werden kann.

## Ausbildung

### Curriculum
Die Lehrinhalte entsprechen denen aller Europäischen Schulen, so wie sie von den zuständigen Behörden, unter Rücksprache aller Bildungsministerien der beteiligten Länder festgelegt wurden.
Die Schule gliedert sich in eine Kinderkrippe für Kinder ab zwei Jahren, einen Kindergarten für Kinder ab dem vierten Lebensjahr, eine fünfklassigen Grundschule (P1 – P5) und eine siebenklassige Sekundarschule S1 – S7.
Die Schule ist strikt bilingual aufgebaut, ab der dritten Sekundärklasse (S3) müssen die gesellschaftswissenschaftlichen Fächer in der ersten Fremdsprache (Englisch, Deutsch oder Französisch) belegt werden. In der Jahrgangsstufe S2 müssen die Schülerinnen und Schüler eine weitere (europäische) Fremdsprache wählen und ab der S3 wird Latein in den Referenzsprachen Französisch, Englisch oder Niederländisch angeboten. In S4 können sie noch eine weitere Fremdsprache oder Wirtschaftslehre belegen oder Latein weiterführen.
Bedingung für die Einrichtung der Kurse ist eine Mindestanzahl von 7 Schülerinnen und Schülern in den Klassenstufen S1 – S5 sowie 5 Schülerinnen und Schüler in der S6 und S7. Ausgenommen von dieser Regelung sind die verpflichtenden Kurse in der Muttersprache, der ersten Fremdsprache, Mathematik und den Grundkursen in Geographie und Geschichte. Es ist bei der Stundenplangestaltung möglich, dass diese Kurse jahrgangsübergreifend oder sprachsektionsübergreifend organisiert werden, sofern dies sinnvoll ist.
Ab der S6 bietet die Schule Niederländisch in einem Vorbereitungskurs für das niederländische Sprachdiplom NT2 an, das eine Voraussetzung ist um in den Niederlanden zu studieren.
Die Schule führt zum Europäischen Abitur. Andere Abschlüsse werden nicht explizit angeboten, das gilt auch für in Deutschland existierende Abschlüsse, wie z. B. den Sekundarabschluss I. Die Anerkennung eines Realschulabschlusses (nach S5) oder der Fachhochschulreife in Deutschland (nach S6) ist aber durch formellen Antrag bei den Landesschulbehörden theoretisch möglich.
Bedingung zur Zulassung zur europäischen Reifeprüfung ist der durchgehende Besuch der Jahrgangsstufen S6 und S7 mit dem gleichen Fächerkanon, welche den deutschen Jahrgangsstufen 11 und 12 entsprechen.  Die Abschlussprüfung besteht aus fünf schriftlichen Teilen in den Fächern Mathematik, Erste Sprache (Muttersprache) und Zweite Sprache, die bereits ab der ersten Grundschulklasse gelehrt wird. Weiterhin müssen die Schülerinnen und Schüler in zwei weiteren Leistungskursen aus dem Bereich Gesellschafts- oder Naturwissenschaften oder Kunst/Musik oder Philosophie eine schriftliche Prüfung ablegen. Ergänzt werden diese durch drei mündliche Prüfungen in mindestens der ersten und zweiten Sprache und einem weiteren Fach, das nicht Gegenstand der schriftlichen Prüfung war.
Eine Besonderheit aller Europäischen Schulen ist die Möglichkeit, muttersprachlichen Unterricht für alle Sprachen der Europäischen Union zu erhalten. Dieser wird zum Teil durch „Face to Face“ Unterricht, z. T. mit Hilfe von Videokonferenzen ermöglicht.
Ein Merkmal dieser Europäischen Schule ist auch die Möglichkeit, zusätzlich den regulär vorgesehenen Mathematikunterricht auf Grundkursniveau (3 Schulstunden in der Woche) oder Leistungskursniveau (5 Schulstunden in der Woche) durch einen intensiven Mathematikkurs mit weiteren 3 Schulstunden in der Woche zu ergänzen. Dieses Angebot kann auch in Zusammenarbeit mit anderen Europäischen Schulen in einem „distance learning“-Programm für Schülerinnen und Schüler aller Sprachsektionen in den Abschlussklassen durchgeführt, wenn die Mindestkurszahl von 5 in einer Schule nicht erreicht wird. Auch im Bereich der Muttersprache und der ersten Fremdsprache sind Vertiefungskurse mit einem zusätzlichen Angebot von 3 Wochenstunden möglich.

### Sprachsektionen
Genau wie an den anderen Europäischen Schulen werden die Schüler an der Europäischen Schule Bergen in verschiedene Sprachsektionen eingeteilt. Maßgeblich ist dabei in der Regel die Muttersprache des Schülers.
In der Regel gibt es mindestens eine deutsche, eine englische und eine französische Sektion, sowie in Ländern, in denen keine der drei Sprachen eine Amtssprache darstellt, eine Sektion in der Amtssprache des Gastlandes, hier Niederländisch.
Momentan gibt es drei Sprachsektionen an der Europäischen Schule Bergen: Englisch, Französisch und Niederländisch.
Gegründet wurde die Schule mit fünf Sektionen, die Deutsche und Italienische Sprachsektionen wurden aber, aufgrund zu geringer Schülerzahlen, in den letzten Jahren eingestellt.

#### Einteilung in die Sprachsektionen
Von dieser Regelung werden aber Ausnahmen gemacht. Dies gilt vor allem für alle die Schüler, für deren Muttersprache es keine Sprachsektion gibt. Diese werden können dann entweder in die Englische oder Französische Sektion gehen. Dieses Vorgehen ist an allen kleineren Europäischen Schulen üblich, ist aber nicht unumstritten.
Besonders die Englische Sektion leidet unter den mangelnden Sprachkenntnissen, der Nicht-Muttersprachlicher, was sich teilweise auf die Qualität des Unterrichts auswirkt. Diesem Problem wird durch umfassenden Hilfsunterricht und z. T. Individualbetreuung aber begegnet.

## Daten und Fakten

### Schülerzahlen
Am 12. Oktober 2003 besuchten 696 Schüler die Europäische Schule Bergen. Davon entfielen 68 auf den Kindergarten, 249 auf die Grundschule und 379 auf die Sekundarschule.

### Elternvereinigung
Wie an allen Europäischen Schulen spielt die Elternvereinigung (PA) auch an der Europäischen Schule eine zentrale Rolle. Das gilt vor allem für die Organisation des Transports zur und von der Schule, für Schüler von Außerhalb. Ein Großteil der Schüler pendelt von Amsterdam, Amstelveen oder Den Helder. Für diese werden von der PA Schulbusse organisiert.
Zusätzlich werden von der PA am Ende jeden Schuljahres Büchermärkte für den Weiterverkauf nicht mehr benötigter Schulbücher organisiert, sowie Sammelbestellungen für Schulbücher aus allen Ländern aufgenommen.

### Zusammenarbeit mit anderen Europäischen Schulen
Die Schule ist aktiv an gemeinsamen Aktivitäten der Europäischen Schulen beteiligt. Dazu gehört das European Schools Science Symposium, sowie der Eurosport. Regelmäßige erfolge beim European Schools Science Symposium führten außerdem zur Teilnahme der Schüler der Europäischen Schule Bergen, als Repräsentanten aller Europäischen Schulen am EUCYS.